# Erin Heatherton
Erin Heatherton, pseudonimo di Erin Heather Bubley (Skokie, 4 marzo 1989), è una supermodella e attrice statunitense.

## Biografia
Erin Heatherton è nata e cresciuta a Skokie, nell'Illinois, il 4 marzo del 1989, da una famiglia ebrea. I suoi genitori sono Laura (née Stein) e Mark Bubley. Frequenta la Schechter Day School Network e la Niles North High School.

## Carriera
Erin Heatherton viene scoperta durante una vacanza a South Beach, Miami, e ottiene un contratto con l'agenzia di moda Marilyn Agency. Trasferitasi a New York all'età di 17 anni, lancia la sua carriera sfilando per Diane von Fürstenberg. Ha sfilato per stilisti come Alberta Ferretti, Prada, Chanel, Stella McCartney, Jason Wu, Christian Lacroix, Valentino, Zac Posen, Elie Saab, Blumarine, Carolina Herrera, Derek Lam, Dolce & Gabbana, Gianfranco Ferré, Lacoste, Marc Jacobs, Michael Kors, Moschino, Oscar de la Renta e Tommy Hilfiger. 
A 17 anni è apparsa per la prima volta sulla copertina di una rivista, Flair Italia. Da allora è apparsa sulla copertina di D La Repubblica delle donne, Grazia, Velvet , Muse, Elle Russia, Elle Francia, Elle Serbia, Sure Magazine, GQ Cina, GQ Messico, GQ Romania, GQ Spagna, GQ Gran Bretagna, Michigan Avenue, Flair Austria, Flair Ungheria.
Nel 2015 e 2016 è apparsa sulla rivista annuale Sports Illustrated Swimsuit Issue.
Nel 2019 la modella ha dichiarato bancarotta, con un accumulo di debiti pari a 560.000 dollari.

### Victoria's Secret
Dal 2010 al 2013 è stata uno degli "Angeli" di Victoria's Secret, è apparsa nel prestigioso Victoria's Secret Fashion Show dal 2008 al 2013, è apparsa in numerosi spot pubblicitari del marchio ed è stata uno dei suoi volti più noti, tanto che apparì nel cartellone che pubblicizzava l'apertura del negozio di Victoria's Secret a New York. Ha partecipato a numerosi press tours e alle aperture dei nuovi stores. Nell'aprile 2016 in un'intervista al Time rivela la ragione per cui ha deciso di lasciare la famosa azienda di intimo, ovvero che le era stato chiesto di perdere peso prima degli show annuali del 2012 e 2013.

## Piazzamenti
Nel 2014 si è classificata 22ª nella lista delle modelle più sexy del sito.

## Agenzie
- Modelwerk - Amburgo
- IMG Australia - Sydney
- Uno Models - Barcellona e Madrid
- Unique Models - Copenaghen
- IMG Models - Parigi

## Filmografia
- Un weekend da bamboccioni 2 (Grown Ups 2), regia di Dennis Dugan (2013)
- The League, regia di Jeff Schaffer e Jackie Schaffer (2009)

## Campagne pubblicitarie
- Adore Cosmetics (2016)
- Armani Jeans A/I (2009)
- Blanco A/I (2012)
- Blanco We Love Jeans A/I (2012)
- Blugirl P/E (2010)
- Buffalo A/I (2014)
- Chopard Happy Sport (2013)
- John Galliano Lingerie & Beachwear P/E (2010)
- H&M Summer P/E (2011)
- Desigual A/I (2011)
- Karl Lagerfeld A/I (2008)
- Liu Jo Jeans P/E (2009)
- Lacoste Touch of Pink Fragrance (2009)
- Valentino Rock 'n Dreams Fragrance (2009)
- Victoria's Secret (2010-2013; 2015)
- Victoria's Secret Angel (2010-2013)
- XOXO P/E (2013)